# Freccia Vallone 2013
La Freccia Vallone 2013, settantasettesima edizione della corsa, valevole come dodicesima prova del circuito UCI World Tour 2013, si svolse il 17 aprile 2013 per un percorso di 205 km. Fu vinta dallo spagnolo Daniel Moreno del Katusha Team, giunto al traguardo in 4h52'33" alla media di 42,04 km/h.

## Squadre partecipanti
| N.      | Cod. | Squadra                 |
| ------- | ---- | ----------------------- |
| 1-8     | KAT  | Katusha Team            |
| 11-18   | OGE  | Orica-GreenEDGE         |
| 21-28   | BMC  | BMC Racing Team         |
| 31-38   | SKY  | Sky Procycling          |
| 41-48   | RLT  | RadioShack-Leopard      |
| 51-58   | CAN  | Cannondale Pro Cycling  |
| 61-68   | OPQ  | Omega Pharma-Quickstep  |
| 71-78   | GRS  | Garmin-Sharp            |
| 81-88   | BLA  | Blanco Pro Cycling Team |
| 91-98   | MOV  | Movistar Team           |
| 101-108 | TST  | Team Saxo-Tinkoff       |
| 111-118 | AST  | Astana Pro Team         |
| 121-128 | IAM  | IAM Cycling             |

| N.      | Cod. | Squadra                     |
| ------- | ---- | --------------------------- |
| 131-138 | SOJ  | Sojasun                     |
| 141-148 | LAM  | Lampre-Merida               |
| 151-158 | FDJ  | FDJ                         |
| 161-168 | LTB  | Lotto-Belisol Team          |
| 171-178 | TSV  | Topsport Vlaanderen-Baloise |
| 181-188 | EUS  | Euskaltel-Euskadi           |
| 191-198 | ALM  | AG2R La Mondiale            |
| 201-208 | COL  | Colombia                    |
| 211-218 | AJW  | Accent Jobs-Wanty           |
| 221-228 | VCD  | Vacansoleil-DCM             |
| 231-238 | ARG  | Team Argos-Shimano          |
| 241-248 | CRE  | Crelan-Euphony              |

## Ordine d'arrivo (Top 10)
| Pos. | Corridore               | Squadra        | Tempo    |
| ---- | ----------------------- | -------------- | -------- |
| 1    | Daniel Moreno           | Katusha        | 4h52'33" |
| 2    | Sergio Henao            | Sky Procycling | a 3"     |
| 3    | Carlos Alberto Betancur | AG2R La Mond.  | s.t.     |
| 4    | Daniel Martin           | Garmin-Sharp   | s.t.     |
| 5    | Michał Kwiatkowski      | Omega Pharma   | s.t.     |
| 6    | Joaquim Rodríguez       | Katusha Team   | a 8"     |
| 7    | Alejandro Valverde      | Movistar Team  | s.t.     |
| 8    | Igor Antón              | Euskaltel      | s.t.     |
| 9    | Bauke Mollema           | Blanco         | s.t.     |
| 10   | Rinaldo Nocentini       | AG2R La Mond.  | s.t.     |